# Adly Mansour (metrostation)
Adly Mansour (Arabisch: عدلي منصور) is een OV-knooppunt in de Egyptische hoofdstad Caïro dat op 16 augustus 2020 werd geopend. Het station is genoemd naar Adly Mansour, de voorzitter van het grondwettelijk hof van Egypte. 
Het station werd in 2020 geopend als eindpunt van de noordoost tak van metrolijn 3. Op 3 juli 2022 werd het OV-knooppunt geopend door President Abdel Fatah al-Sisi. Behalve door metrolijn 3 wordt dit knooppunt ook bediend door de LRT, de “lightrail” die het knooppunt met de nieuwe Egyptische hoofdstad, verder naar het oosten, verbindt, alsmede de spoorlijn Caïro-Suez en diverse buslijnen. Vlak ten zuiden van het station liggen de werkplaats en het depot van lijn 3.